# Raimu
Raimu, gebürtig Jules Auguste César Muraire (* 18. Dezember 1883 in Toulon; † 20. September 1946 in Neuilly-sur-Seine), war ein französischer Entertainer und Filmschauspieler.

## Leben
Er wurde als Jules Auguste César Muraire in einfachen Verhältnissen geboren. Im Alter von 16 Jahren trat er das erste Mal öffentlich auf. Damals benutzte er den Bühnennamen „Raimut“, aus dem später „Raimu“ wurde. Bei diesem ersten Auftritt im Casino von Toulon imitierte er Félix Mayol und Pierre Paul Marsalès. Er trat auch in Marseille und Nordafrika auf, bevor Mayol ihm 1908 zu einem ersten Auftritt in Paris verhalf. In der Folge wurde Raimu als Entertainer und Bühnenschauspieler bekannt. Ab 1912 übernahm er kleinere Rollen in Stummfilmen, darunter unter Henri Desfontaines in L'homme nu (1913). Nach Ableistung seines Militärdienstes kam er 1915 zum Theater. Der wirkliche Durchbruch kam 1929, als Raimu an der Comédie-Française die Rolle des César in Marcel Pagnols Theatertrilogie Marius, Fanny und César hatte. Er spielte auch den eingebildeten Kranken und den Tartüff in Molières Komödien.
1931 produzierte Pagnol Marius als Film, in dem Raimu ebenfalls auftrat; 1932 folgte Fanny und 1936 César. Insbesondere durch die Filme Pagnols wurde er zwischen 1930 und 1945 einer der bedeutendsten und auch international anerkannten Darsteller des französischen Films, darunter als hintergangener Ehemann in Die Frau des Bäckers (1938) und neben Fernandel in La Fille du puisatier (1940). Bekannt wurden auch seine Filme Spiel der Erinnerung (1937) von Julien Duvivier, Der seltsame Herr Victor (1937) von Jean Grémillon und Oberst Chabert (1943) von René Le Hénaff. Der letzte Film, in dem Raimu mitspielte, war 1946 Der ewige Gatte. In den 1940er Jahren wandte er sich auch wieder verstärkt der Bühnenarbeit zu und war in der Spielzeit 1944/45 erneut Mitglied der Comédie-Française.
Am 11. März 1946 hatte Raimu einen Autounfall, wobei er sich unter anderem Beinbrüche zuzog. Einige Monate später musste er sich in Folge eines bei dem Unfall erlittenen Schienbeinbruchs noch einmal operieren lassen. Bei dem eigentlich unkomplizierten Eingriff im Amerikanischen Krankenhaus Paris starb Raimu im Alter von 62 Jahren an einem Herzinfarkt, wahrscheinlich aufgrund einer allergischen Reaktion auf ein Narkosemittel. Den Begräbnisfeierlichkeiten in der Kirche Saint-Philippe-du-Roule in Paris wohnten Tausende Menschen bei. Bestattet wurde Raimu auf dem Cimetière central seiner Heimatstadt Toulon.
1948 erschien Antoine Toés Dokumentarfilm La vie de Raimu, der das Leben des Darstellers schildert und von Marcel Pagnol kommentiert ist.

## Ehrungen

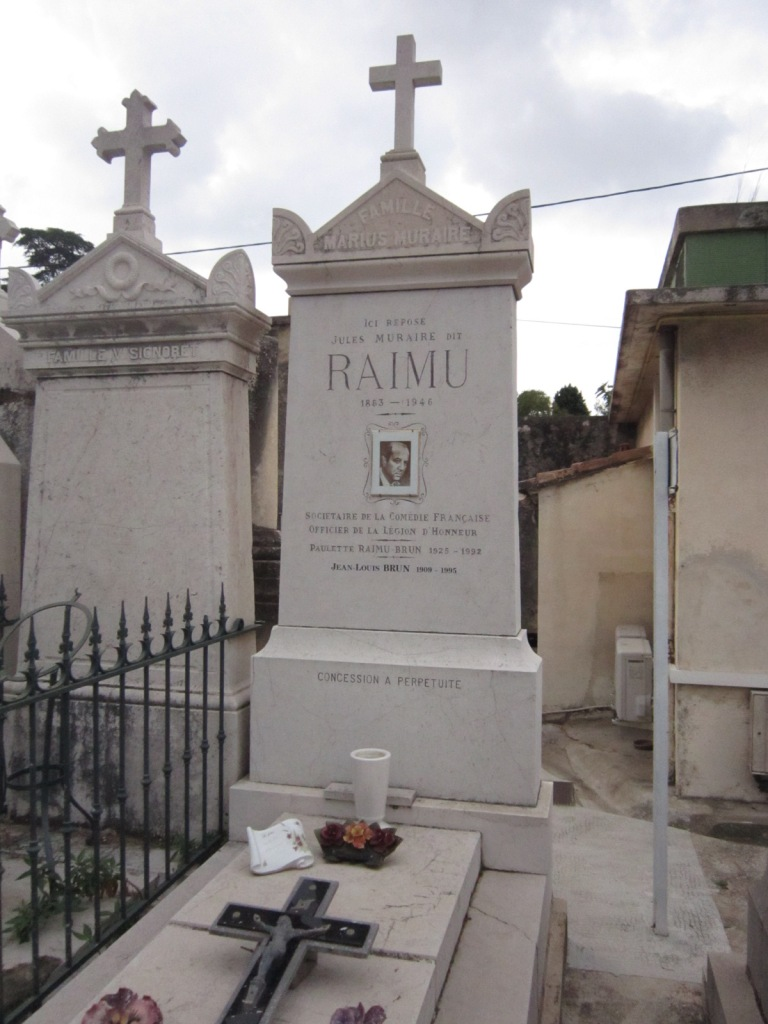
Das Grab von Raimu in Toulon

An Raimus Geburtshaus in Toulon befindet sich eine Gedenktafel und die Place Raimu in Toulon ist nach dem Schauspieler benannt. In mehreren Asterix-Bänden ist Raimu porträtiert: Als Wirt Cäsar Kneipix in Tour de France, als Kneipenwirt der „Sonne von Massalia“ in Die goldene Sichel und als Gast bei der Feier des Jahrestages der Schlacht von Gergovia in Asterix auf Korsika. In der französischen Version von Asterix und der Kupferkessel tritt ein Julesraimus auf, der allerdings außer dem Namen keine Ähnlichkeit mit Raimu aufweist.

## Filmografie
- 1912: Le fumiste
- 1912: L'agence cacahuète
- 1913: L'homme nu
- 1916: Sacré Joseph
- 1916: L'enlèvement de Vénus
- 1916: Paris pendant la guerre
- 1917: Le vagabond
- 1930: Le blanc et le noir
- 1931: La petite chocolatière
- 1931: Mam’zelle Nitouche
- 1931: Marius
- 1932: Fanny
- 1932: Le gaietés de l’escadron
- 1933: Ces messieurs de la santé
- 1933: Charlemagne
- 1933: Théodore et Cie
- 1934: J’ai une idée
- 1934: Minuit, place Pigalle
- 1934: Tartarin de Tarascon
- 1935: Gaspard de Besse
- 1935: L’école des cocottes
- 1936: César
- 1936: Faisons un rêve
- 1936: Der König (Le roi)
- 1936: Le secret de Polichinelle
- 1936: Les jumeaux de Brighton
- 1936: Vous n’avez rien à déclarer?
- 1937: Der seltsame Herr Victor (L’étrange M. Victor)
- 1937: Le fauteuil 47
- 1937: Les rois du sport
- 1937: Spiel der Erinnerung (Un carnet de bal)
- 1937: Der Dickschädel (Gribouille)
- 1938: Die Frau des Bäckers (La femme du boulanger)
- 1938: Le héros de la Marne
- 1938: Les nouveaux riches
- 1938: Noix de Coco
- 1939: L’homme qui cherche la vérité
- 1939: Le duel
- 1939: Dernière jeunesse
- 1939: Monsieur Brotonneau
- 1940: Parade en sept nuits
- 1940: La fille du puisatier
- 1940: Untel père et fils
- 1941: Das unheimliche Haus (Les inconnus dans la maison)
- 1941: Les petits riens
- 1941: L’Arlésienne
- 1942: Das Geheimnis der blauen Limousine (Monsieur La Souris)
- 1942: Der Wohltäter (Le bienfaiteur)
- 1943: Oberst Chabert (Le colonel Chabert)
- 1945: Les gueux au Paradis
- 1946: Der ewige Gatte (L’homme au chapeau rond)